# Karoline Smidt Nielsen
Karoline Smidt Nielsen (ur. 12 maja 1994 w Odense) – duńska piłkarka, grająca na pozycji pomocnika reprezentantka Danii, córka znanej piłkarki Lone Smidt Nielsen.

## Kariera piłkarska

### Kariera klubowa
Wychowanka klubów HPTI i B 1913. W 2009 rozpoczęła karierę piłkarską w drużynie OB Odense. W 2012 przeniosła się do Fortuny Hjørring. W lipcu 2018 podpisała kontrakt z niemieckim Turbine Potsdam, w którym zakończyła karierę piłkarską w 2022.

### Kariera reprezentacyjna
9 grudnia 2012 roku zadebiutowała w duńskiej kadrze narodowej w wygranym 5:0 meczu towarzyskim z Meksykiem. W latach 2009–2011 również broniła barw juniorskiej reprezentacji Danii U-17, a potem do 2013 roku U-19.

## Sukcesy i odznaczenia

### Sukcesy klubowe
Fortuna Hjørring
- mistrz Danii (3): 2013/14, 2015/16, 2017/18
- zdobywca Pucharu Danii (1): 2015/16

Turbine Potsdam
- finalista Pucharu Niemiec (1): (1): 2021/22

### Sukcesy reprezentacyjne
Dania
- półfinalista Europy (1): 2013